# Rwanda Challenger II 2024
Il Rwanda Challenger II 2024 è stato un torneo maschile tennis professionistico. È stata la 2ª edizione del torneo, facente parte della categoria Challenger 50 nell'ambito dell'ATP Challenger Tour 2024, con un montepremi di 40 000 $. Si è giocato dal 4 al 10 marzo 2024 sui campi in terra rossa di Kigali, in Ruanda.

## Partecipanti

### Teste di serie
| Nazionalità | Giocatore            | Ranking* | Testa di serie |
| ----------- | -------------------- | -------- | -------------- |
|             | Ivan Gakhov          | 176      | 1              |
| Tunisia     | Aziz Dougaz          | 218      | 8              |
| Francia     | Calvin Hemery        | 219      | 3              |
| Argentina   | Marco Trungelliti    | 220      | 4              |
| Francia     | Clément Tabur        | 222      | 5              |
| Romania     | Nicholas David Ionel | 258      | 6              |
| Zimbabwe    | Benjamin Lock        | 355      | 7              |
| Paesi Bassi | Max Houkes           | 357      | 8              |

* Ranking al 26 febbraio 2024.

### Altri partecipanti
I seguenti giocatori hanno ricevuto una wild card per il tabellone principale:
- Aziz Dougaz
- Ernest Habiyambere
- Guy Orly Iradukunda

Il seguente giocatore è entrato in tabellone come alternate:
- Aziz Ouakaa

I seguenti giocatori sono passati dalle qualificazioni:
- Florent Bax
- Thomas John Fancutt
- Kamil Majchrzak
- Akram El Sallaly
- Stefan Kozlov
- Noah Schachter

Il seguente giocatore è entrato in tabellone come lucky loser:
- Jaycer Lyeons

## Punti e montepremi
| Torneo    | Torneo              | V     | F     | SF    | QF    | 2T  | 1T  | Q | Q2  | Q1  |
| Singolare | Punti               | 50    | 25    | 14    | 8     | 4   | 0   | 3 | 1   | 0   |
| Singolare | Premi in denaro ($) | 5,500 | 3,260 | 1,900 | 1,120 | 660 | 395 | – | 215 | 125 |
| Doppio    | Punti               | 50    | 25    | 14    | 8     | –   | 0   | – | –   | –   |
| Doppio    | Premi in denaro ($) | 2,130 | 1,250 | 745   | 435   | –   | 245 | – | –   | –   |

## Campioni

### Singolare
Marco Trungelliti  ha sconfitto in finale  Clément Tabur con il punteggio di 6–4, 6–2.

### Doppio
Thomas John Fancutt  /  Hunter Reese hanno sconfitto in finale  S D Prajwal Dev /  David Pichler con il punteggio di 6–1, 7–5.